# Gonada cabima
Gonada cabima är en fjärilsart som beskrevs av August Busck 1912. Gonada cabima ingår i släktet Gonada och familjen plattmalar. Inga underarter finns listade i Catalogue of Life.